# Boeckella geniculata
Boeckella geniculata é uma espécie de crustáceo da família Centropagidae.
É endémica da Austrália.